# Ulrich Mathiot
Pour les articles homonymes, voir Mathiot.
Ulrich Mathiot est un footballeur puis entraîneur seychellois. Il est l'actuel sélectionneur de la sélection seychelloise. 

## Biographie
Ulrich Mathiot dispute comme joueur les Jeux des îles de l'océan Indien 1990 où la sélection seychelloise remporte la médaille de bronze.
Il est sélectionneur de l'équipe nationale en 1991 et en 2008. Il est directeur technique national des Seychelles depuis 2010 et instructeur de la FIFA et de la CAF.
Adjoint de Jan Mak en 2013, il devient sélectionneur au départ de celui-ci en avril 2014.

## Palmarès
- Médaille de bronze aux Jeux des îles de l'océan Indien 1990 avec la sélection seychelloise.